# Marinus van der Lubbe
Marinus van der Lubbe (Leiden, Países Bajos; 13 de enero de 1909-prisión de Leipzig, 10 de enero de 1934) fue un comunista consejista neerlandés que fue acusado por los nazis de perpetrar el incendio del Reichstag en Alemania el 27 de febrero de 1933. Fue condenado a muerte por guillotina. Póstumamente, la justicia alemana lo declaró inocente de tal hecho en dos ocasiones: en 1980 y en 2008.

## Biografía

### Antes del incendio del Reichstag (1909-1933)
Nació en Leiden. Su padre, Franciscus Cornelis van der Lubbe, fue vendedor ambulante y abandonó a su familia cuando Marinus tenía siete años. Su madre, Petronella van Handel, había nacido en Gemert el 5 de noviembre de 1870, en el seno de una familia de agricultores acaudalados. Muy joven contrajo matrimonio con el suboficial Johannes Peute, con quien tuvo tres hijos y una hija.  Marinus recibió educación en un orfanato. Su madre murió en 1921, y él empezó a trabajar a los 14 años de aprendiz de albañil. A causa de su fortaleza le llamaban Dempsey, por Jack Dempsey, el boxeador estadounidense. En esta época entró en contacto con las ideas revolucionarias. En la biblioteca de Leyden leyó a Karl Marx, Henry Ford y recibió educación por las tardes. En 1925 se unió al Partido Comunista de los Países Bajos. En 1924 y 1927 sufrió dos accidentes que le dañaron los ojos. Desde entonces cobró una pensión que complementó con varios trabajos temporales. 
Tuvo problemas con la policía de Leiden a causa de sus intervenciones en manifestaciones públicas comunistas. En 1929 sin embargo tuvo graves desavenencias con la dirección del partido, que le llevaron a desvincularse. En 1931 trató de llegar a la Unión Soviética, pero no tenía dinero suficiente para el visado. En Calais trató de ganar 5.000 florines cruzando el Canal de la Mancha, pero no pudo intentarlo debido al mal tiempo. En 1933 sufrió una enfermedad visual, con el riesgo de ceguera. Luego se alejó del leninismo y se adhirió al comunismo de consejos obreros: en esa época, tuvo como compañeros a Anton Pannekoek, entre otros.
En 1933, tras la llegada al poder de Hitler, pensó que la clase obrera alemana reaccionaría y se desataría la revolución en Europa, por lo que acudió a Berlín. Sin embargo, allí encontró resignación ante el fascismo. Entonces decidió llevar a cabo alguna protesta llamativa por su cuenta para animar a la clase obrera a luchar contra el gobierno nazi.

### Atentado y muerte (1933-1934)
El día 25 de febrero intentó incendiar el Palacio Imperial y una oficina de desempleo sin éxito. El 27, le acusaron de haber incendiado el Reichstag. Lo detuvieron inmediatamente después del incendio y aparentemente confesó haber actuado solo: los policías que lo interrogaron afirmaron que no tenía cómplices. Sin embargo, los dirigentes nazis convencieron a la opinión pública de que era un intento desesperado pero organizado de disparar la revolución comunista. El día 24, la policía afirmó, tras un registro a las oficinas del partido comunista, que había encontrado propaganda que animaba a la revuelta, aunque en realidad no encontraron nada. Göring convenció a Hitler de que el incendio formaba parte de este plan. Rudolf Diels trató de convencerlo de que había sido obra de un loco, pero Hitler no le creyó. Hubo detenciones masivas de comunistas y socialistas. Se puso en marcha la maquinaria de propaganda nazi, con el Völkischer Beobachter a la cabeza, y al día siguiente el decreto de emergencia le dio más poder al Reichstag y a Hitler. Este decreto, que acabó con las libertades individuales, fue la plataforma sobre la que se asentó la dictadura.
Marinus van der Lubbe fue juzgado en Leipzig con tres ciudadanos búlgaros: Georgi Dimitrov, Vasil Tanev y Blagoi Popov, acusados también del complot. Los búlgaros fueron absueltos, pero van der Lubbe fue condenado a muerte. Estuvo siete meses encadenado en su celda. Emprendió una huelga de hambre, pero le obligaron a alimentarse. En un comité del Partido Comunista de Alemania (KPD) organizado por Willi Münzenberg, encargado de propaganda del partido se acusó a van der Lubbe de ser un instrumento de las SA, y no un verdadero comunista. En un libro publicado por el partido se le acusó de ser un maníaco medio ciego y pederasta que había actuado por orden de los nazis. Dimitrov dijo que por su acción contra el proletariado van der Lubbe debía ser condenado a muerte. En el Reino Unido se aceptó esta versión. En Francia y Holanda, sin embargo, se combatió. Se publicó un nuevo libro, el Libro rojo, que defendía a van der Lubbe y recogía testimonios de gente que le había conocido y aseguraba su integridad. 

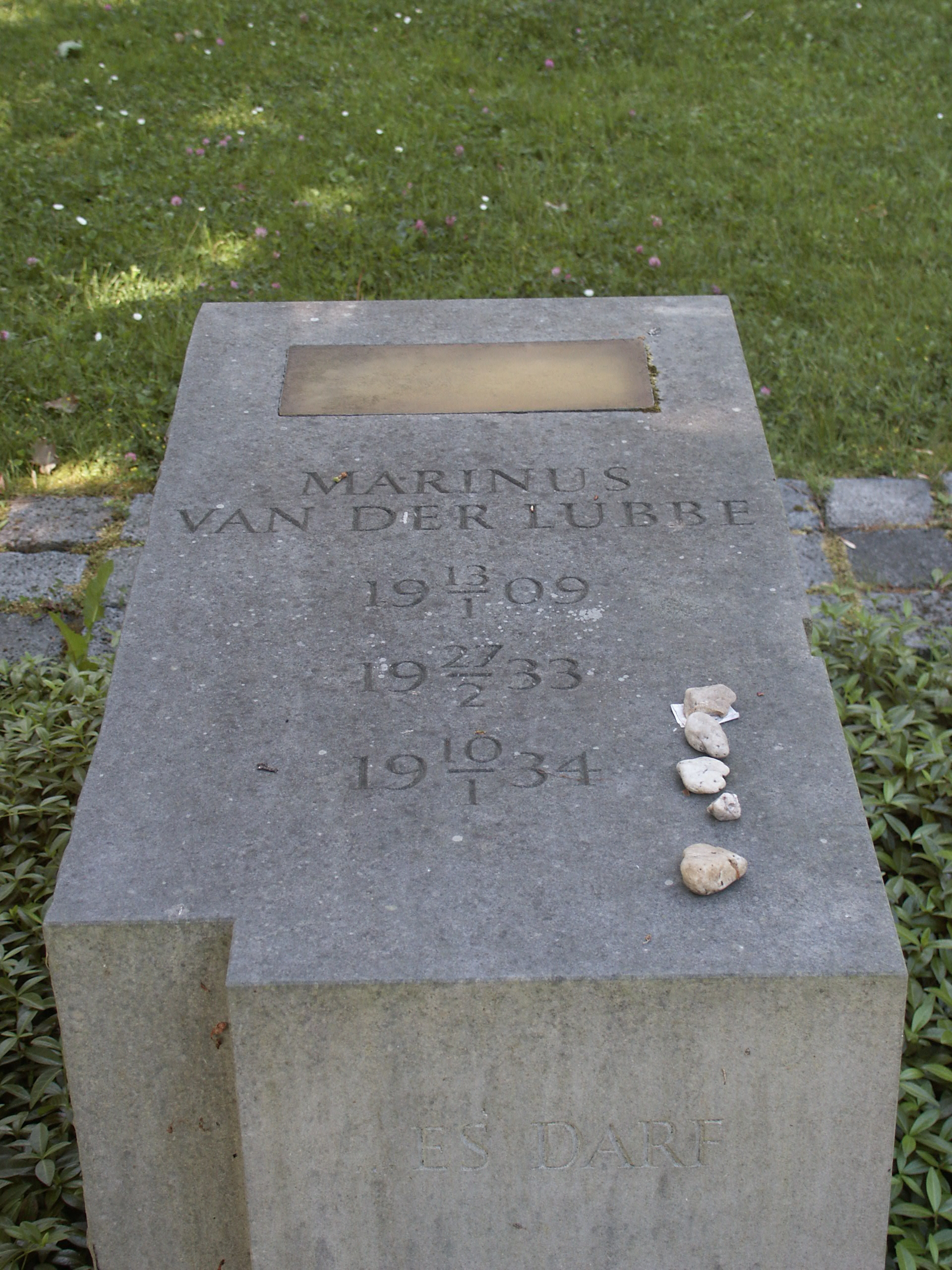
Tumba de Marinus van der Lubbe.

Marinus van der Lubbe murió en la guillotina de la prisión de Leipzig el 10 de enero de 1934, tres días antes de cumplir veinticinco años. Fue enterrado en una tumba sin nombre en el Südfriedhof (Cementerio Sur) de Leipzig. En 1981 un tribunal de Berlín Occidental, a instancias de Jan van der Lubbe, uno de sus hermanos, revocó la sentencia de 1933 y le declaró no culpable, bajo el argumento de que se había tratado de una operación de bandera falsa del gobierno nazi y que van der Lubbe había sido su chivo expiatorio. La anulación legal de la condena quedó ratificada definitivamente en 2008, en virtud de una ley aprobada en 1998, que permitía la rehabilitación de algunos condenados por la justicia nazi entre 1933 y 1945.